# گوانبووو
گوانبووو (به لاتین: Głąbowo) یک روستا در لهستان است که در گمینا رن واقع شده‌است. گوانبووو ۱۹۰ نفر جمعیت دارد.